# Brian Williamson
Pour les articles homonymes, voir Williamson.
Brian Williamson (4 septembre 1945 - 9 juin 2004) était un militant pour les droits des homosexuels en Jamaïque, cofondateur du Forum jamaïcain pour les lesbiennes et les gays, J-FLAG.
Né d'une famille de classe moyenne supérieure dans la paroisse de Saint Ann, il envisage initialement une vie au sein du clergé Catholique avant de décider de se dédier à la cause des droits des personnes gay en Jamaïque. Dans les années 1990, il achète un immeuble d'appartement dans le quartier de New Kingston de Kingston, où il établit une boîte de nuit gay, qui restera ouverte deux ans malgré l'opposition de la police.
En 1998, il fonde J-FLAG avec d'autres militants et militantes lesbiennes, gays, bisexuelles et transgenres (LGBT), devenant rapidement le visage public de l'organisation. En tant que représentant de J-FLAG, il défend les droits LGBT lors d'apparitions à la télévision et radio jamaïcaines. Ceci lui attire une grande hostilité en Jamaïque, pays où la discrimination des personnes LGBT est particulièrement forte et prévalente, les membres de J-FLAG recevant des menaces de mort et Williamson survivant à une première attaque au couteau. Il quitte la Jamaïque pour un temps, vivant en Angleterre et au Canada pendant plusieurs années, avant de retourner à Kingston en 2002.
En juin 2004, Williamson est tué à l'âge de 58 ans dans son appartement par une connaissance qu'il aidait financièrement, Dwight Hayden, de plusieurs dizaines de coups de machette au cou et au visage. La police suspecte le motif d'Hayden d'être le vol, mais J-FLAG suggère que l'homophobie ait joué une part dans le meurtre de Williamson. Dwight Hayden, ayant avoué avoir tué Williamson, est condamné à la réclusion à perpétuité avec possibilité de libération conditionnelle au bout de quinze ans. À l'annonce du meurtre, une foule se rassemble à New Kingston pour célébrer la mort de Williamson, chantant des slogans et des paroles de chansons homophobes. Inversement, la communauté LGBT jamaïcaine tient une cérémonie secrète à sa mémoire, alors que des manifestations dénonçant le meurtre de Williamson sont organisées au Royaume-Uni par des groupes défendant des droits LGBT.

## Postérité

### Impact culturel
Le groupe français Tryo consacre en 2012 une chanson éponyme à Brian Williamson sur l'album Ladilafé. Une nouvelle version de cette chanson, en featuring avec le groupe français Dub Inc, sort en 2020 dans l'album XXV.